# Келиджин, Сильва
Си́льва Кели́джин (англ. Sylva Kelegian; 22 февраля 1962, Нью-Йорк, Нью-Йорк, США) — американская актриса

 и писательница.

## Биография и карьера
Сильва Келиджин родилась 22 февраля 1962 года в Нью-Йорке (штат Нью-Йорк, США) в семье с армянскими, английскими, датскими и французскими корнями. Её мать была танцовщицей, работающей с Американским театром балета, а её отец — пианистом в Метрополитен-опера. Её отчим был капитаном береговой охраны. У неё есть сестра-близнец, Хайди, и два брата — Питер и Дэнни. Её бабушка, Кэтрин Бринкер Ли, была актрисой, которая вышла замуж за Манфреда Б. Ли, одного из авторов книг тайны «Эллери». Она провела три года своего детства на острове Анны Марии, два года на Гуаме, и путешествовала на Филиппинах, в Тайване и Саудовской Аравии в подростковом возрасте.
Она появилась в таких телесериалах как «Закон и порядок», «Отчаянные домохозяйки», «Нашествие», «Побег» и «Полиция Нью-Йорка». Она сыграла Айви Старнс в фильме «Атлант расправил плечи: Часть 1» (2011), экранизации одноимённого романа Айна Рэнда.
С 20 декабря 1997 года Сильва замужем за актёром Джудом Чикколелла.

## Избранная фильмография
| Год       |    | Русское название                    | Оригинальное название             | Роль                               |
| --------- | -- | ----------------------------------- | --------------------------------- | ---------------------------------- |
| 1994      | с  | Вавилон-5                           | Babylon 5                         | Техник № 2                         |
| 1997—1999 | с  | Закон и порядок                     | Law & Order                       | Сандра Лолор / Марго Грейсон       |
| 1999      | ф  | Воскрешая мертвецов                 | Bringing Out the Dead             | Кокаинщица                         |
| 2000—2003 | с  | Полиция Нью-Йорка                   | NYPD Blue                         | Маргарет Кастанс / Кэролайн Тителл |
| 2001      | с  | Закон и порядок: Специальный корпус | Law & Order: Special Victims Unit | Линдси Брэнсон                     |
| 2002      | ф  | Человек-паук                        | Spider-Man                        | Мать на пожаре                     |
| 2003      | с  | Сильное лекарство                   | Strong Medicine                   | Марджи                             |
| 2003      | с  | Защитник                            | The Guardian                      | Роз Кемпф                          |
| 2004      | с  | Справедливая Эми                    | Judging Amy                       | Мари Данахер                       |
| 2004      | с  | Без следа                           | Without a Trace                   | Лорен Эндрюс-Дардис                |
| 2004      | ф  | Столкновение                        | Crash                             | Медсестра Ходжес                   |
| 2005      | ф  | Тренер Картер                       | Coach Carter                      | Офисный помощник                   |
| 2005      | с  | Слепое правосудие                   | Blind Justice                     | Мег Уилер                          |
| 2006      | с  | Нашествие                           | Invasion                          | Люси МакКиттрик                    |
| 2006      | тф | Обречённость                        | Desperation                       | Эллен Карвер                       |
| 2006      | с  | Побег                               | Prison Break                      | Дениз                              |
| 2007      | с  | Большая любовь                      | Big Love                          | Агент АТФ                          |
| 2008      | с  | Отчаянные домохозяйки               | Desperate Housewives              | Дайан                              |
| 2008      | с  | Кости                               | Bones                             | Рита Грэттон                       |
| 2009      | с  | Детектив Раш                        | Cold Case                         | Пэм Байер                          |
| 2009      | с  | Скорая помощь                       | ER                                | Донна                              |
| 2011      | ф  | Атлант расправил плечи: Часть 1     | Atlas Shrugged                    | Айви Старнс                        |
| 2011      | с  | Риццоли и Айлс                      | Rizzoli & Isles                   | Миссис Рэндолл                     |
| 2012      | с  | Саутленд                            | Southland                         | Мама Майка                         |
| 2013      | с  | Морская полиция: Лос-Анджелес       | NCIS: Los Angeles                 | Лея Дьюхёрст                       |
| 2013      | с  | C.S.I.: Место преступления          | CSI: Crime Scene Investigation    | Ким Эллис                          |